# ワッド・モハメッド・サディキ
ワッド・モハメッド・サディキ（WADE Mohamad Sadiki、2006年5月29日 - ）は、東京都出身のプロサッカー選手。Jリーグ・FC琉球所属。ポジションはフォワード。

## 来歴
セネガル人の父と、日本人の母を持つハーフ。
柏レイソルのアカデミー出身で、高校3年の2024年に、日本クラブユースサッカー選手権 (U-18)大会と高円宮杯 JFA U-18サッカープレミアリーグで得点王を獲得。同年のU-18日本代表に選ばれ、5試合に出場し得点はなかった。
2024年9月18日、2025年シーズンからの柏レイソルトップチームへの昇格が発表された。しかし、2025年シーズンは育成型期限付き移籍でFC琉球で戦うことが発表された。

## 所属クラブ
- JunsSC U-12
- 柏レイソルU-15
- 柏レイソルU-18
- 2025年 -  柏レイソル
  - 2025年 -  FC琉球（育成型期限付き移籍）

## 個人成績
| 国内大会個人成績 | 国内大会個人成績 | 国内大会個人成績 | 国内大会個人成績 | 国内大会個人成績 | 国内大会個人成績 | 国内大会個人成績 | 国内大会個人成績 | 国内大会個人成績 | 国内大会個人成績 | 国内大会個人成績 | 国内大会個人成績 |
| 年度             | クラブ           | 背番号           | リーグ           | リーグ戦         | リーグ戦         | リーグ杯         | リーグ杯         | オープン杯       | オープン杯       | 期間通算         | 期間通算         |
| 年度             | クラブ           | 背番号           | リーグ           | 出場             | 得点             | 出場             | 得点             | 出場             | 得点             | 出場             | 得点             |
| 日本             | 日本             | 日本             | 日本             | リーグ戦         | リーグ戦         | リーグ杯         | リーグ杯         | 天皇杯           | 天皇杯           | 期間通算         | 期間通算         |
| ---------------- | ---------------- | ---------------- | ---------------- | ---------------- | ---------------- | ---------------- | ---------------- | ---------------- | ---------------- | ---------------- | ---------------- |
| 2025             | 琉球             | 47               | J3               |                  |                  |                  |                  |                  |                  |                  |                  |
| 通算             | 日本             | 日本             | J3               |                  |                  |                  |                  |                  |                  |                  |                  |
| 総通算           |                  |                  |                  |                  |                  |                  |                  |                  |                  |                  |                  |

出場歴
- Jリーグ初出場 - 2025年2月15日 J3第1節 ザスパ群馬戦 (正田醤油スタジアム群馬)

## 代表歴
- 2021年 U-15日本代表候補
- 2022年 U-16日本代表候補
- 2024年 U-18日本代表
  - SBSカップ 国際ユースサッカー
  - スペイン遠征

## タイトル

### 個人
- 第48回日本クラブユースサッカー選手権 (U-18)大会：得点王[4]
- 高円宮杯 JFA U-18サッカープレミアリーグ 2024：得点王[5]